# Bubo
Genre
Le genre Bubo regroupe des rapaces nocturnes de grande taille appartenant à la famille des Strigidae, en majorité des grands-ducs, mais aussi le Harfang des neiges.

## Liste des espèces
D'après la classification de référence (version 14.1, 2024) de l'Union internationale des ornithologues, il y a 10 espèces du genre Bubo.
Liste des espèces par ordre phylogénique :
- Bubo scandiacus (Linnaeus, 1758) — Harfang des neiges ;
- Bubo virginianus (Gmelin, JF, 1788) — Grand-duc d'Amérique ;
- Bubo magellanicus (Lesson, RP, 1828)— Grand-duc de Magellanie ;
- Bubo bubo (Linnaeus, 1758) — Grand-duc d'Europe ;
- Bubo bengalensis (Franklin, 1831) — Grand-duc indien ;
- Bubo ascalaphus Savigny, 1809 — Grand-duc ascalaphe ;
- Bubo capensis Smith, A, 1834 — Grand-duc du Cap ;
- Bubo milesi Sharpe, 1886 — Grand-duc d'Oman ;
- Bubo cinerascens Guérin-Méneville, 1843 — Grand-duc du Sahel ;
- Bubo africanus (Temminck, 1821) — Grand-duc africain.

Les espèces suivantes faisaient partie du genre Bubo mais elles ont été placées dans le genre Ketupa :
- Ketupa poensis Fraser, 1854 — Grand-duc à aigrettes ;
- Ketupa leucosticta Hartlaub, 1855 — Grand-duc tacheté ;
- Ketupa lactea (Temminck, 1820) — Grand-duc de Verreaux ;
- Ketupa shelleyi (Sharpe & Ussher, 1872) — Grand-duc de Shelley ;
- Ketupa blakistoni Seebohm, 1884 — Grand-duc de Blakiston ;
- Ketupa sumatrana (Raffles, 1822) — Grand-duc bruyant ;
- Ketupa nipalensis Hodgson, 1836 — Grand-duc du Népal ;
- Ketupa coromanda (Latham, 1790) — Grand-duc de Coromandel ;
- Ketupa philippensis Kaup, 1851 — Grand-duc des Philippines.